# 跳崖
跳崖是一項體育運動，運動員做好準備後从悬崖上跳下，就算完成了一次跳崖。跳崖世界纪录目前由拉索·夏勒保持，跳落高度為58.8米（193英尺）。 